# Sadyr Zhaparov
Sadyr Nurgozhóyevich Zhaparov (en kirguís: Сады́р Нургожо́евич Жапа́ров; 6 de diciembre de 1968) es un político kirguís que se desempeña como Presidente de su país desde el 28 de enero de 2021. Previamente fungió como primer ministro de Kirguistán desde el 6 de octubre hasta el 14 de noviembre de 2020, tras la renuncia de Kubatbek Boronov. Desde el 15 de octubre hasta el 14 de noviembre de 2020 se desempeñó además como Presidente interino de Kirguistán, tras la renuncia de Sooronbay Jeenbekov.
Ascendió al poder tras ganar las elecciones presidenciales de 2021 con casi un 80% de los votos.

## Biografía
Zhaparov nació en Keng-Suu, una aldea en el Distrito de Tup de la Provincia de Ysyk-Kol. Después de terminar su educación secundaria en 1986, se unió a la Academia Nacional de Cultura Física y Deporte de Kirguistán. En 1987, fue reclutado por el ejército soviético, donde sirvió durante dos años en Novosibirsk como comandante en una división de telecomunicaciones. De 1989 a 1991 continuó su educación en la academia. En 2006 se graduó en derecho en la Universidad Eslava Kirguisa-Rusa.
Entre 2005 y 2013 fue diputado del Consejo Supremo de Kirguistán. Zhaparov está casado y tiene cuatro hijos.

## Сrítica
Japarov ha sido descrito como un nacionalista y populista.Entre los medios occidentales, se le ha comparado con políticos como Ilham Aliyev y Donald Trump.Japarov es acusado de adherirse al nacionalismo kirguís, y muchos lo etiquetan como "un nacionalista acérrimo inclinado a la violencia" y anti-uzbeko. Muchos alegan que durante el tiempo que Japarov trabajó en los departamentos anticorrupción, "no mostró un éxito significativo en la lucha contra la corrupción", siendo acusado de tener conexiones con un "ladrón de leyes" y jefe criminal del norte, Kamchy Kolbaev.

### Nepotismo
Antes de su presidencia, Japarov ha insistido repetidamente en que estaba en contra de la idea de que sus parientes más cercanos interfirieran en los procesos políticos, así como de ocupar altos cargos gubernamentales.
Los medios de comunicación han escrito repetidamente sobre los numerosos familiares de Japarov, que han ocupado altos cargos en los últimos dos años: Almaz Akmatov se convirtió en presidente de la Cámara de Cuentas, Tashtanbek Kaimazarov, jefe del Servicio Estatal de Migración,Nurbek Alimov, jefe de la Aduana del Nordeste. Otro pariente del presidente, Akylbek Tumonbaev, es el líder del grupo parlamentario Eldik, y Turusbek Tumonbaed es el jefe de Bishkekasphaltservice. Los periodistas de investigación también identificaron a familiares del jefe de Estado en la empresa Vostokelectro. La sobrina de Japarov, Perizat Japarova, ocupa el cargo de jefa adjunta del Departamento de Desarrollo Digital de la Administración Presidencial.

### Censura de los medios
Desde el inicio de la presidencia de Sadyr Japarov, Kirguistán ha perdido 50 puestos en la clasificación de la libertad de expresión de Reporteros sin Fronteras. Otro caso es el cierre del canal Kyrgyz Next TV, sancionado por las autoridades de Kirguistán. Inicialmente, el director del canal de televisión fue condenado por reimprimir material de los medios de comunicación de Kazajstán, y posteriormente el propietario del canal, Ravshan Jeenbekov, y su esposa fueron encarcelados en un centro de detención preventiva.
La activista política y periodista de Next TV Adilet Baltabai fue arrestada por hablar en contra de la apertura de un casino en Kirguistán y sentenciada a cinco años de prisión.

### Acoso a políticos
Más de 20 políticos y activistas políticos fueron arrestados en octubre de 2022. Las detenciones provocaron una enorme indignación por parte de la comunidad internacional y de derechos humanos. Las detenciones fueron condenadas por organizaciones de derechos humanos como Human Rights Watch, Asociación Internacional para los Derechos Humanos, Amnistía Internacional, el Comité Noruego de Helsinki y otras. Los activistas afirmaron que fueron intimidados en reuniones con autoridades sobre cuestiones fronterizas. La mayoría de las casi 20 personas arrestadas siguen detenidas. Después de la detención, Sadyr Japarov dijo a las madres de los activistas detenidos que "deberían haber criado mejor a sus hijos" y que "ellos mismos tienen la culpa". El presidente Sadyr Japarov, junto con el jefe del SCNC, fueron percibidos como uno de los cabilderos. En el caso de la transferencia del embalse de Kempir-Abad a posesión de Uzbekistán, la preparación del acuerdo se llevó a cabo en completo secreto y esto despertó las sospechas de la opinión pública. En una audiencia pública junto con el presidente Japarov, el jefe de los servicios especiales de Kirguistán y amigo de Sadyr Japarov, Kamchybek Tashiev, profirió una serie de amenazas contra los políticos, diciendo: “Ya he registrado a cinco o seis personas. Después le daré a uno o dos en los dientes”, afirmó.

### Evitando las sanciones rusas
La Fundación Open Dialog publicó en mayo de 2023 un informe masivo titulado Los aliados de Rusia en la guerra contra Ucrania. Kazajstán y Kirguistán son una retaguardia fiable del ejército ruso con material adjunto.[72] Open Dialog Foundation tiene su sede en Bruselas y cuenta con el apoyo activo de la Unión Europea. El informe menciona a Japarov como una persona que se propone sancionar por ayudar a Rusia a eludir las sanciones. Del informe:
"En 2022, Kirguistán exportó a Rusia 115.920 detonadores eléctricos por un valor de 882.400 dólares, aunque no realizó ninguna entrega en 2021. Los detonadores eléctricos se utilizan en la producción de minas antipersonal y antitanque. A su vez, Kirguistán importó 193.536 detonadores eléctricos de Rusia Canadá en 2022 tuvo un valor de 3,7 millones de dólares. Hay razones para creer que Kirguistán reexportó a Rusia detonadores eléctricos de fabricación canadiense. Las exportaciones de equipos de radar, radionavegación y radiocontrol ascendieron en 2022 a 169.800 mil dólares, un 60% más. en 2021. El valor de las exportaciones de miras telescópicas (para armas) de Kirguistán a Rusia en 2022 fue de 199.700 dólares, 13 veces más que en 2021. Los envíos de piezas de aviones, helicópteros y vehículos aéreos no tripulados de Kirguistán a Rusia aumentaron de cero en 2021 a 1,5 millones de dólares en 2022. En 2019-2021, Kirguistán no exportó partes de láseres, dispositivos e instrumentos ópticos a Rusia, pero en 2022, las exportaciones ascendieron a 193.100 dólares. En 2022, Kirguistán también aumentó anormalmente la reexportación de productos duales. bienes de uso: 315.700 dólares, 109 veces más que en 2021. Los envíos de circuitos integrados de Kirguistán a Rusia en 2022 ascendieron a 612.800 dólares, 104 veces más que en 2021. Las exportaciones de circuitos impresos en 2022 ascendieron a 23.700 dólares, 11 veces más que en 2021. Las exportaciones de ordenadores para procesamiento automático de Kirguistán a Rusia ascendieron a 2,5 millones de dólares, casi 7 veces más que en 2021. Las exportaciones de máquinas y equipos eléctricos para fines especiales aumentaron 9 veces: de 40.700 dólares en 2021 a 367.300 dólares en 2022."
Algunas de las mercancías importadas en Kirguistán no se entregan realmente en el destino declarado. Dado que estos productos se entregan a Kirguistán desde Europa a través del territorio de Rusia, los transportistas dejan los productos en Rusia y en Kirguistán simplemente reciben sellos que indican que los productos supuestamente fueron importados a Kirguistán. Así lo confirma la emisora pública nacional finlandesa Yle, que en marzo de 2023 informó, citando al jefe del control aduanero finlandés, que algunas de las mercancías permanecen en Rusia en su camino a Kirguistán o se reexportan desde Kirguistán a Rusia.  Los envíos también fueron investigados por representantes de Radio Liberty en Kirguistán, sobre cómo empresas en Kirguistán y Kazajstán suministran equipos occidentales a empresas rusas asociadas con la guerra en Ucrania.

### Apoyo del grupo PMC Wagner
Durante las elecciones presidenciales de 2020, Sadyr Japarov, según una investigación de Kloop (socio kirguís del OCCRP), recibió el apoyo de estrategas políticos rusos asociados con Yevgeny Prigozhin, fundador de la empresa militar privada Wagner.  Entre ellos se encontraban Alexander Malkevich, Alexander Seravin y Pyotr Bychkov, los tres sujetos a sanciones estadounidenses.
En las fotografías publicadas por Kloop, los estrategas políticos aparecen con Sadyr Japarov y la jefa de la Comisión Electoral Central de Kirguistán, Nurzhan Shaildabekova. Bychkov y Malkevich son los fundadores de la Fundación para la Protección de los Valores Nacionales, asociada a los proyectos de Prigozhin en África, Siria y otros países. Seravin, ex vicegobernador de la región de Pskov, colaboró en la reelección de Vladímir Putin y la renovación de sus mandatos presidenciales. Según varias investigaciones, estos individuos también participaron en campañas de injerencia en los asuntos internos de otros países, incluyendo las elecciones en Estados Unidos. En Kirguistán, Malkevich instó abiertamente a la represión de la sociedad civil. 
Tras la publicación de la investigación, las autoridades kirguisas bloquearon el sitio web Kloop, y la periodista Leyla Saralaeva, quien publicó el material, se vio obligada a abandonar Kirguistán debido a amenazas y presiones. En 2024, se observó en Kirguistán la aparición de una empresa militar privada, la Legión Negra.

## Premios
- Medalla de la administración regional de Ysyk-Kol (2009) por sus contribuciones al desarrollo socioeconómico de Ysyk-Kol
- Medalla de la unión de veteranos de Afganistán (2010)